# San Francisco Tepeyecac
San Francisco Tepeyecac är en ort i Mexiko.   Den ligger i kommunen San Martín Texmelucan och delstaten Puebla, i den sydöstra delen av landet, 70 km öster om huvudstaden Mexico City. San Francisco Tepeyecac ligger 2 287 meter över havet och antalet invånare är 4 072.
Terrängen runt San Francisco Tepeyecac är platt åt nordost, men åt sydväst är den kuperad. Terrängen runt San Francisco Tepeyecac sluttar österut. Runt San Francisco Tepeyecac är det ganska tätbefolkat, med 108 invånare per kvadratkilometer. Närmaste större samhälle är San Martin Texmelucan de Labastida, 4,0 km norr om San Francisco Tepeyecac. Omgivningarna runt San Francisco Tepeyecac är en mosaik av jordbruksmark och naturlig växtlighet.